# Vändträsks SK
Vändträsks SK var en idrottsförening från Vändträsk i Bodens kommun i Norrbottens län, bildad den 20 juni 1936, som deltog i seriespel i fotboll 1937-1990. Klubben spelade sina hemmamatcher på Lassevallen, som numera omhändertas av byaföreningen, och spelade en säsong på tredje högsta serienivån, gamla division III 1982.

### Fotnoter
1. ↑  https://klubbmarken.com/norrbotten.htm
2. ↑  https://www.svensk-fotboll.com/ip.php?ip=215
3. ↑  https://svenskafotbollsklubbar.se/showclub.php?clubid=2972